# Dicranota (Eudicranota) dione
Dicranota (Eudicranota) dione is een tweevleugelige uit de familie Pediciidae. De soort komt voor in het Oriëntaals gebied.